# Sukoharjo (Kalitidu)
Sukoharjo is een bestuurslaag in het regentschap Bojonegoro van de provincie Oost-Java, Indonesië. Sukoharjo telt 1406 inwoners (volkstelling 2010).